# Ka Laeng
Ka Laeng es una comuna (khum) del distrito de Lumphat, en la provincia de Ratanak Kirí, Camboya. En marzo de 2008 tenía una población estimada de 3645 habitantes.
Se encuentra ubicada al noreste del país, a escasa distancia de los ríos Srepok y Tonlé San —ambos, afluentes izquierdos del Mekong— y de la frontera con Vietnam y Laos.